# Грандола-эд-Унити
Грандола-эд-Унити (итал. Grandola ed Uniti) — коммуна в Италии, находится в регионе Ломбардия, в провинции Комо.
Население составляет 1261 человек (2008), плотность населения составляет 74 чел./км². Занимает площадь 17 км². Почтовый индекс — 22010. Телефонный код — 0344.
Покровителями коммуны почитаются святой Антоний Великий, празднование 17 января, и святой Сир из Павии.

## Демография
Динамика населения:

## Администрация коммуны
- Официальный сайт: